# 1,2-dicloroetilene
L'1,2-dicloroetilene (o dielina o, più modernamente, 1,2-dicloroetene) è il nome cumulativo di una coppia di alogenoalcheni aventi formula molecolare C2H2Cl2 e formula semistrutturale Cl-CH=CH-Cl. A questa formula riassuntiva corrispondono due isomeri geometrici, con strutture differenti: l'isomero cis (o Z) e quello trans (o E). Il cis-1,2-dicloroetene ha numero CAS 156-59-2, il trans-1,2-dicloroetene ha il numero 156-60-5 e alla miscela dei due isomeri è stato assegnato il numero 540-59-0. 
Entrambi gli isomeri a temperatura ambiente sono liquidi incolori, volatili e infiammabili, dall'odore dolciastro simile al cloroformio, ma un po' acre.
A differenza del cloruro di vinile e dell'1,1-dicloroetene, nessuno dei due isomeri dell'1,2-dicloroetene polimerizza.
Viene utilizzato come solvente.